# Tensorコア
Tensorコア（英: Tensor Cores）はNVIDIAが開発する混合精度行列積和アクセラレータである。2017年、データセンター用GPU「Tesla V100」（Volta世代）に初めて搭載された。GeforceとQuadroにはRTXシリーズ（Turing世代）で初めて搭載された。

## 概要
高い並列計算能力をもったグラフィックス専用の処理ユニットであるGPUは、その並列計算特性が着目され現在ではHPCなど様々な分野で並列計算機として利用されている（GPGPU）。用途が広がるにつれ、深層学習をはじめとする一部の計算では高い数値計算精度よりも高い演算速度が求められることがわかってきた。NVIDIA GeForceシリーズをはじめとした様々なGPUを手掛けるNVIDIAがこれに応えるために開発した、行列積和アクセラレータがTensorコアである。
Tensorコアは行列の混合精度融合積和演算（FMA）に特化した機能を有する。すなわち1命令で低精度行列積 + 高精度アキュムレータ加算を実行する。例えばFP32の行列 {\displaystyle A,B,C} を積和演算する際、行列積 {\displaystyle BC} をFP16でおこないこれをFP32の {\displaystyle A} へとアキュムレートする。
専用回路（Tensorコア）でこれを実行するため、1命令で大量の演算を処理できる。行列積は低精度であるため計算負荷が小さく、和は高精度かつFMAであるため追加の誤差を生じさせない。例えば NVIDIA A100 GPU では単純なFP32が 19.5 TLOPSであるのに対し、FP16の低精度積でTensorCoreを使った場合は 312 TFLOPS すなわち16倍の演算を実行できる。このようにTensorコアは混合精度行列FMAのアクセラレータとして機能する。

## 対応
Tensorコアには世代があり、世代ごとに速度およびサポートする精度が異なる。
| 世代 (対応arch) | multiply 精度 | multiply 精度 | multiply 精度 | multiply 精度 | multiply 精度 | multiply 精度 | multiply 精度 | multiply 精度 | accum 精度 | accum 精度 | accum 精度 | accum 精度 |
| 世代 (対応arch) | FP64          | TF32          | FP16          | BF16          | FP8           | INT8          | INT4          | INT1          | FP64       | FP32       | FP16       | INT32      |
| --------------- | ------------- | ------------- | ------------- | ------------- | ------------- | ------------- | ------------- | ------------- | ---------- | ---------- | ---------- | ---------- |
| 1 (Volta)       | -             | -             | ✔             | -             | -             | -             | -             | -             | -          | ✔          | ✔          | -          |
| 2 (Turing)      | -             | -             | ✔             | -             | -             | ✔             | ✔             | ✔             | -          | ✔          | ✔          |            |
| 3 (Ampere)      | ✔             | ✔             | ✔             | ✔             | -             | ✔             | ✔             | ✔             | ✔          | ✔          | ✔          | ✔          |
| 4 (Hopper)      | ✔             | ✔             | ✔             | ✔             | ✔             | ✔             | -             | -             | ✔          | ✔          | ✔          | ✔          |

## TensorFloat-32
TensorFloat-32（TF32）はTensorコアにおける混合精度FMAモードの1つである。
Tensorコアは低精度行列積を高速実行するアクセラレータであり、FP32 FMAをそのまま高速計算はできない。TF32モードではFP32入力を内部的に19bitへキャスト、その行列積をTensorコアで高速計算し、最終的にFP32のアキュムレータへ加算する。すなわち、TensorFloat-32はFP32 FMAの内部低精度高速FMAモードである。
低精度行列積はある程度の計算誤差が不可避である。従来用いられていた16bit演算（FP16・BF16）は混合精度計算によりその悪影響を最低限に抑えており、またフレームワークの自動混同精度（AMP）機能により最低限のコード変更で実行を可能にしていた。しかし計算誤差が推論精度へ大きく影響するケースが一部にはあり、また最低限であれコードの変更が必須であった。
TF32は 1bit の符号、8bit の指数（= BF16の指数）、10bit の仮数（=FP16の仮数）からなる19bitの表現を利用しており、16bitに比べて精度低下を更に軽減している。またTensorコア内部でキャストしFP32にアキュムレートしているため外部的にはFP32 FMAをそのまま実行しているように見え、コードの変更が一切必要ない。ゆえにTF32は最低限の精度低下かつコード変更なしで数倍の演算効率を得られるモードになっている。あくまでコア内部精度の変更であるため、データ量（例: 使用GPUメモリ量）の減少等はできない。またTensorコアが19bit表現を高速処理できるからこそ高速化されるのであり、TF32はあくまでTensorコアがもつ特化機能/モードの一種である。